# Microsorum simulans
Microsorum simulans là một loài thực vật có mạch trong họ Polypodiaceae. Loài này được Ching & Z.Y. Liu miêu tả khoa học đầu tiên năm 1984.